# Crawford Young
Crawford Young (* 1952) ist ein amerikanischer Lautenist und Musikwissenschaftler mit Wohnsitz in Basel.
Er ist Leiter des Ferrara Ensembles, sowie der Ensembles Project Ars Nova (P.A.N.) und Shield of Harmony und war langjähriger Begleiter von Andreas Scholl.
Robert Crawford Young erhielt 1976 seinen Abschluss in klassischer Gitarre, Laute und Tenorbanjo am New England Conservatory in Boston. An der Stanford University kam er 1977 in Kontakt mit Thomas Binkley (1932–1995) und war 1978–1981 Lautenist des Ensembles Sequentia, geleitet von Benjamin Bagby und Barbara Thornton (1950–1998). Von 1982 bis 2018 unterrichtete Young Laute und Aufführungspraxis an der Schola Cantorum Basiliensis. 2018 erhielt er den Doktor in Musikwissenschaft von der Universität Leiden unter Dinko Fabris.
1982 gründete Young gemeinsam mit Laurie Monahan (Mezzosopran), Michael Collver (Countertenor und Stiller Zink) das Ensemble P.A.N. (Project Ars Nova). Anlässlich ihres Amerika-Debüts 1984 schlossen sich Shira Kammen (Vielle) und John Fleagle (Tenor und mittelalterliche Harfe) dem Ensemble an. Nach dem Krebstod von John Fleagle zog sich die Gruppe 1999 aus dem Konzertleben zurück.
Fast zeitgleich mit dem Ensemble P.A.N. wurde 1983 in Basel das Ferrara Ensemble gegründet. Das Ensemble schloss Studenten der Schola Cantorum Basiliensis ein und blieb in seiner Besetzung flexibel. Unter den Mitgliedern befanden sich u. a.: Randall Cook (Viola d’arco, Vielle), Lena Susanne Norin (Alt), Kathleen Dineen (Sopran), Debra Gomez (Harfe), Stephen Grant (Bariton), Norihisa Sugawara (Laute), Marion Fourquier (Harfe), Miriam Andersén (Mezzosopran, Harfe), Masako Art (Harfe),  Raitis Grigalis (Bariton), Els Janssens-Vanmunster (Mezzosopran), Eve Kopli (Sopran), Jessica Marshall (Viola d’arco), Eric Mentzel (Tenor), Karl-Heinz Schickhaus (Dulcemelos).
2012 gründete Young das Ensemble Shield of Harmony anlässlich eines Aufnahme- und Konzertprojekts zu Oswald von Wolkenstein mit Andreas Scholl. Die Besetzung ändert sich je nach Projekt und schloss u. a. folgende Musiker ein: Kathleen Dineen (Sopran), Marc Lewon (Laute, Vielle), Margit Übellacker (Dulcemelos), Miriam Andersén (Mezzosopran, Harfe), Patrizia Bovi (Sopran) und Mauro Borgioni (Bariton).
Young zählt zu den führenden Interpreten für Lautenrepertoires des späten Mittelalters und der Renaissance.

## Veröffentlichungen
- Crawford Young: Zur Klassifikation und ikonographischen Interpretation mittelalterlicher Zupfinstrumente. In: Peter Reidemeister (Hrsg.): Mittelalterliche Musikinstrumente – Ikonographie und Spielpraxis. (= Basler Jahrbuch für Historische Musikpraxis. 8) Amadeus, Winterthur/Schweiz 1984, S. 67–103.
- Robert Crawford Young: On the trail of ensemble music in the fifteenth century. In: Tess Knighton, David Fallows (Hrsg.): Companion to Medieval and Renaissance Music. Berkeley/Los Angeles 1992, Kapitel 25, S. 143–145.
- Crawford Young: Laute und Lautenmusik bis zum Anfang des 16. Jahrhunderts – Ein Forschungsbericht 100 Jahre nach Oswald Körte. In: Hans-Martin Linde, Regula Rapp (Hrsg.): Provokation und Tradition. Erfahrungen mit der Alten Musik (Festschrift für Klaus L. Neumann). Metzler, Stuttgart/Weimar 2000, S. 17–54.
- Crawford Young: Lute, gittern, & citole. In: Ross W. Duffin (Hrsg.):  A Performer’s Guide to Medieval Music. Indiana University Press, Bloomington/Indianapolis 2000, S. 355–375.
- Crawford Young (Hrsg.): Missa sine nomine aus dem Chorbuch Karls des Kühnen. Edition Tympanon 201, St. Oswald/Österreich 2002.
- Robert Crawford Young, Martin Kirnbauer: Frühe Lautentabulaturen im Faksimile / Early lute tablatures in facsimile. (= Practica Musicale. 6). Hrsg. von Thomas Drescher. Amadeus, Winterthur/Schweiz 2003.
- Crawford Young: Tablature before 1400? Reflections on Lute-specific Notation and Boethian Roots. In: Quarterly of the Lute Society of America 52/1 (2017), S. 6–12.
- Crawford Young: La Cetra Cornuta: the Horned Lyre of the Christian World. D.Phil. Dissertation, Leiden, 2018.[7]

## Aufnahmen
Mit Ensemble P.A.N. (Project Ars Nova):
- Ars Magis Subtiliter. Secular Music of the Chantilly Codex. New Albion Records, 1989.
- The Island of St. Hylarion – Music of Cyprus 1413-1422. New Albion Records, 1991.
- Guillaume de Machaut: Remède de Fortune. New Albion Records, 1994.
- Unseen Rain – New music for old instruments. New Albion Records, 1994.

Mit dem Ferrara Ensemble:
- Alexander Agricola: Secular music. Deutsche Harmonia Mundi, 1990,[8][9] 2010[10]
- Forse che si, forse che no – Musique de danse du Quattrocento. Fonti Musicali 182.
- Hildebrandston – Chansonniers Allemands du XVe siècle. Producer Michel Bernstein Arcana A35.
- Balades a III chans de Johan Robert "Trebor" & al. Arcana A32 1994. "Helas pitié envers moy dort si fort" neu veröffentlicht in: Figures of Harmony: Songs of Codex Chantilly c.1390, 4 CDs, 2015.
- Fleurs de vertus – Chansons subtiles à la fin du XIVè siècle. Arcana A40.  "Pictagoras Jabol et Orpheüs" neu veröffentlicht in: Figures of Harmony: Songs of Codex Chantilly c.1390, 4 CDs, 2015.
- The Whyte Rose – Poétique anglo-bourguignone au temps de Charles le Téméraire. Arcana A301.
- En doulz chastel de Pavie – Chansons à la cour des Visconti, 1400. (Songs for the court of Visconti, 1400) Schola Cantorum Basiliensis "Documenta", Harmonia Mundi 905241[11] "De ma doulour" neu veröffentlicht in: Figures of Harmony: Songs of Codex Chantilly c.1390, 4 CDs, 2015.
- Guillaume de Machaut: Mercy ou Mort – Chansons & motets d'amour. Arcana A305[12]
- Walter Frye: Northerne Wynde. Marc Aurel Edition 20018
- Corps Femenin – L’avant-Garde de Jean duc de Berry. Senleches, Trebor, Solage. Arcana, aufgenommen 2000 & 2008,[13] veröffentlicht 2010. "Angelorum psalat tripudium" neu veröffentlicht in: Figures of Harmony: Songs of Codex Chantilly c.1390, 4 CDs, 2015.

Mit Shield of Harmony:
- Oswald von Wolkenstein: Songs of myself Andreas Scholl. Harmonia Mundi, 2010